# MAC Mle 1950
MAC Mle 50 (также известный как MAC 50, MAC 1950, MAS 50 or PA modèle 1950) — французский самозарядный пистолет, разработанный компаниями MAC и MAS в 1950 году. Заменил предыдущие пистолеты типов Modèle 1935A и Modèle 1935S. Производился с 1950-х по 1970-е годы, состоял на вооружении Франции и её бывших колоний.

## Разработка и производство
Пистолет выпускался государственными оружейными компаниями Шателлеро (MAC) и Сент-Этьенна (MAS). Он был призван заменить уже существующие пистолеты типов Modèle 1935A и Modèle 1935S. Патрон 7,65x20 мм, использовавшийся в этих пистолетах, обладал недостаточной останавливающей силой, поэтому им предпочитали немецкие трофейные 9-мм пистолеты Walther P38 и различные американские и бельгийские пистолеты. В октябре 1946 года французы приняли решение принять на вооружение пистолет под патрон 9x19 мм. За разработку взялась компания MAS, которая на основе довоенной конструкции пистолета Modèle 1935 оперативно разработала новый пистолет, получивший наименование Pistolet Automatique Modele 1950 или Modèle 1950.
Выпуск пистолетов продолжался на фабриках MAC и MAS до конца 1970-х годов для нужд французской армии. Многие пистолеты по мере срока службы проходили регулярное обслуживание, подразумевавшее замену износившихся деталей и обновление покрытия наружных частей оружия. Пистолет выпускался на государственных предприятиях MAC с 1956 по 1963 годы, на MAS — с 1961 по 1978 годы. Заменил его пистолет PAMAS — французское наименование итальянского Beretta 92.

## Принцип работы
Структура пистолета основана на пистолете Browning Hi-Power со встроенным направляющим жёлобом. Ударно-спусковой механизм курковый, одиночного действия. Принцип автоматики — энергия отдачи полусвободного затвора с коротким ходом ствола. Отпирание ствола осуществляется за счёт качающейся серьги (как в пистолете M1911) и снижения ствола, запирание аналогичное M1911 в виде выступов на верхней поверхности казённой части ствола за пазы на внутренней поверхности затора.
На левой стороне затвора находится заметно выступающий предохранитель, который при включении блокирует ударник. В основании спусковой скобы находится защёлка магазина. Для стрельбы используются однорядные магазины на 9 патронов. Прицельные приспособления нерегулируемые и приварены к затвору, вследствие этого точность пистолетов была невысокой. 

## Страны-пользователи
- Франция
  - Вооружённые силы Франции[4]
  - Внутренние войска
    - Национальная полиция Франции[2]
    - Таможенная служба Франции[англ.]
    - Банк Франции
    - Национальное лесное бюро Франции[англ.]
- Алжир[5]
- Вьетнам: трофейное оружие
- Габон
- Республика Конго
- Кот-д’Ивуар[6], применялся во время Агашерской войны
- Ливан
- Ливия[7]
- Мавритания
- Мадагаскар: оружие жандармерии и службы исполнения наказаний
- Марокко[8][9]
- Сенегал
- Того
- Тунис
- ЦАР: Вооружённые силы, жандармерия[10]
- Чад: оружие Национальной армии Чада